# Jorge Luis Love
Jorge Luis Love fue un marino que tuvo destacada actuación en la Armada Argentina durante la guerra del Brasil.

## Biografía
Jorge Luis Love o Lowe, oriundo de Buenos Aires, de origen británico o probablemente irlandés, se desempeñaba como práctico titulado del Río de la Plata cuando estalló la guerra con el Imperio del Brasil por la liberación de la Banda Oriental.
Incorporado a la escuadra republicana se distinguió como primer teniente de la barca Congreso (segundo del comandante Guillermo Mason, en el combate de Monte Santiago del 7 y 8 de abril de 1827.
Tras estar al mando del corsario Lavalleja, con el grado de capitán fue nombrado comandante del bergantín goleta Patagones, tomado a los brasileros en la Batalla de Carmen de Patagones del 7 de marzo de 1827.
Tras ser rearmado con un cañón de bronce de coliza de a 24 y 2 carronadas de hierro de a 12, la nave fue destinada a operar en corso contra el tráfico mercante enemigo en el litoral marítimo brasileño, para lo que partió en división con la corbeta Chacabuco y el bergantín goleta Ituzaingó en el mes de abril.
Tras un crucero de cuatro meses en las costas frente al Brasil, la Patagones navegaba en conserva con su última presa, el correo Pojuca, cuando el 23 de septiembre de 1827 hallándose a 45 millas al sur de Bahía fue atacado y abordado por el bergantín Imperial Pedro comandado por el teniente Joaquim Leal Ferreira. En la acción fue muerto Love y 13 de sus tripulantes.